# 階梯電位

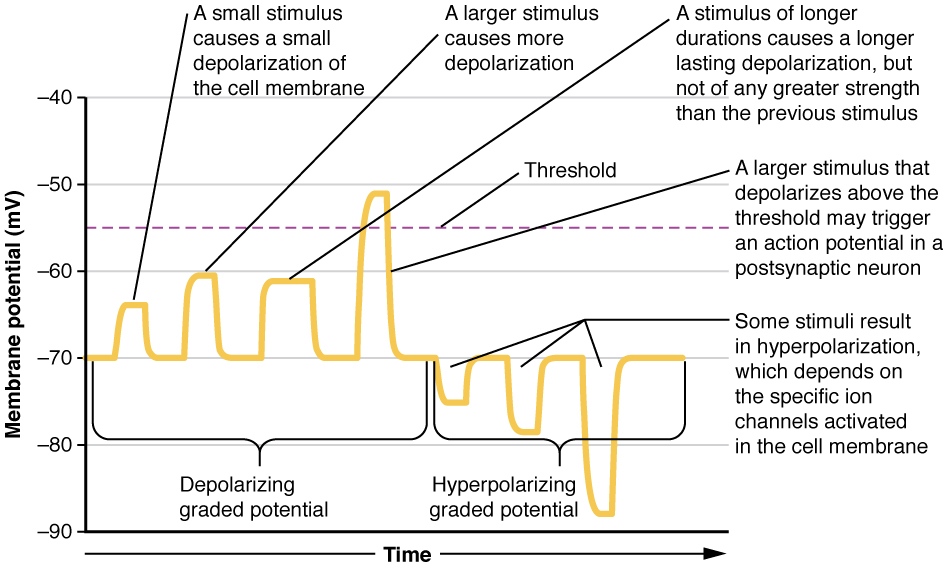
階梯電位的例子

階梯電位（graded potential）又称分级电位，是膜電位的大小變化，相對於動作電位的全有或全無。它們包括各種電位，例如受體電位、電緊張電位、亞閾值膜電位振盪、慢波電位、節律電位和突觸電位，它們隨刺激的大小而變化。它們源自各個配體門控離子通道蛋白的作用的總和，並隨時間和空間而減少。他們通常不涉及電壓門控的鈉和鉀離子通道。[1]這些脈衝是遞增的，並且可能是興奮性的或抑制性的。它們響應突觸前神經元的放電和神經遞質的釋放而出現在突觸後的樹突上，或者響應神經輸入而出現在骨骼肌、平滑肌或心肌中。階梯電位的大小取決於刺激的強度。